# 53311 Девкаліон
53311 Девкаліон (грец. Δευκαλίων)  — к'юбівано, об'єкт Поясу Койпера. Інша назва 1999 HO11 Було відкрито 18 квітня 1999 року у рамках програми Deep Ecliptic Survey (DES). Назва була затверджена Международним Астрономічним Союзом на честь Девкаліона з Давньогрецької міфології, царя Фессалії, сина Прометея.